# Продан Нончев
Продан Нончев е български актьор, активен на сцената в периода 1968-2004 г.

## Биография
Роден е на 28 март 1939 г. в село Воден, Елховско. Следва актьорско майсторство в класа на проф. Стефан Сърчаджиев до 1967 г. След като се дипломира, започва работа в Драматичен театър „Стоян Бъчваров“ във Варна, където играе ролята на Джими Портър в пиесата „Обърни се с гняв назад“ от Джон Осбърн.
След няколко години Продан Нончев се завръща в София и играе на сцените на Драматичен театър „София“, Театър „4+4″, Малък градски театър „Зад канала“ и Театър 199.
Той изигра чудесните образи на Симеон в пиесата „Монахът и неговите синове“ на М. Милков, героят Богдан Геров във „Вяра“ на Тодор Генов, Ацето в пиесата „Вечерите на Иван Гилин“ по Николай Парушев, Нено в пиесата „Синьо-белият скреж“ на Кольо Георгиев, Капулети в пиесата „Ромео и Жулиета“ по Уилям Шекспир и др.
Най-запомнящите се негови филмови изяви са в „Козият рог“, „Капитан Петко Войвода“, „Записки по българските въстания“, „Синята лампа“, „Буна“, „Лъжовни истории“, „Забравете този случай“, „По дирята на безследно изчезналите“, „Големанов“ и др.
Умира на 8 ноември 2013 година в София. Погребан е в Централните софийски гробища.

## Театрални роли
- „Монахът и неговите синове“ (М. Милков) - Симеон
- „Учителят по танци“ (1971) (Лопе де Вега)
- „Вяра“ (1970) (Тодор Генов) - Богдан Геров
- „Рожден ден“ (Харолд Пинтър) - Макген
- „Хоровод“ (Артур Шницлер) - съпругът
- „Кралският бръснар“ (Анатолий Луначарски) - Аристид
- „Вечерите на Иван Гилин“ (Николай Парушев) - Ацето
- „Синьо-белият скреж“ (Кольо Георгиев) - Нено
- „Ромео и Жулиета“ (Уилям Шекспир) - Капулети
- „Обърни се с гняв назад“ (Джон Осбърн)[2]

## Телевизионен театър
- „Историята на един кон (Холстомер)“ (1985) (от Лев Толстой, реж. Вили Цанков)
- „Излишни неща от личния живот“ (1985) (Сергей Коковкин и Здравко Митков)
- „Змейова сватба“ (1984) (от П. Ю. Тодоров, реж. Вили Цанков)
- „Старецът“ (1977) (Недялко Йорданов) – 2 части
- „Цар и водопроводчик“ (1974) (Павел Вежинов)

## Филмография
| Година    | Филми и Сериали                    | Серии  | Копродукции | Роля                                        |
| --------- | ---------------------------------- | ------ | ----------- | ------------------------------------------- |
| 2004      | Големанов                          |        |             |                                             |
| 1989      | Делото                             |        |             | удавникът                                   |
| 1988      | Екзитус                            |        |             |                                             |
| ?         | Златна сватба                      | 2      |             |                                             |
| 1987      | Едно стъпало по-горе               |        |             | майсторът                                   |
| 1985      | Забравете този случай              |        |             | мъж в кафенето                              |
| 1981      | Петият от карето                   | 2      |             | Пешо                                        |
| 1981      | Капитан Петко войвода              | 12     |             | Вангелчо (в 7 серии: 1,2,3,4,5,6,7)         |
| 1981      | Ударът                             |        |             | Чавдаров                                    |
| 1978      | Дядо, вълчо, лисана, Шаро и котана |        |             |                                             |
| 1978      | По дирята на безследно изчезналите | 4      |             |                                             |
| 1977-1982 | Четвъртото измерение               | 6      |             | Ханс                                        |
| 1977      | Лъжовни истории                    | 2 нов. |             | Гошо (в 1-та новела: „Дуел 77“)             |
| 1976      | Апостолите                         | 2      |             | Искрьо Мачев                                |
| 1976-1980 | Записки по българските въстания    | 13     |             | Искрьо Мачев (в 3 серии: VII, VIII, IX)     |
| 1975      | Буна                               |        |             | работник в лимонадената фабрика             |
| 1974      | Синята лампа                       | 10     |             | шефа на пощата (в 3-та серия: „Зодия Дева“) |
| 1972      | Козият рог                         |        |             | турчин                                      |
| 1971      | Какви е деца раждала               |        |             | Адил ефенди в новелата „Райна княгиня“      |
| 1971      | Istanbul-Masche                    |        | ГДР         | железопътен полицай                         |
| 1971      | Края на песента                    |        |             | Сали, синът на Дели Мехмед                  |
| 1969      | Осмият                             |        |             | студентът                                   |
| 1969      | Птици и хрътки                     |        |             |                                             |
| 1967      | Случаят Пенлеве́                    | 3 нов. |             | войник (във 2-рата новела: „Пенлеве́“)       |
| 1966      | Карамбол                           |        |             | студент (не е в титрите)                    |